# Ізраїлев Моїсей Менделович
Моїсей Менделович (Михайло Маркович) Ізраїлев (* 24 липня 1913, Київ, Російська імперія — 25 квітня 1992, Кишинів, Молдова) — радянський режисер театру і кіно. Заслужений діяч мистецтв Молдавської РСР (1969).

## Біографічні відомості
Закінчив режисерський факультет Київського театрального інституту (1938).
У 1930—1934 рр. — помічник режисера на Київській фабриці художніх фільмів.
У 1939—1944 рр. — режисер Київського театру музичної комедії (Київ, Алма-Ата).
У 1944—1945 рр. — асистент режисера і режисер Української студії хронікально-документальних фільмів («Укркінохроніка»).
У 1948—1949 рр. — режисер оперної студії при Київській консерваторії.
У 1952—1955 рр. — режисер Північно-Кавказької студії кінохроніки в місті Орджонікідзе, Ростовської-на-Дону студії хронікально-документальних фільмів.
У 1953—1954 рр. — керівник оперного ансамблю при консерваторії в Орджонікідзе.
З 1955 р. — режисер дубляжу фільмів на молдавську мову, а з 1959 р. — режисер-постановник кіностудії «Молдова-фільм».

## Фільмографія
- «Я вам пишу…» (1959)
- «Орлиний острів» (1961, у співавт.)
- «Армагеддон» (1962, у співавт.)
- «Самий спекотний серпень» (1969, документальний)
- «Тихоня» (1973)
- «Зарубки на пам'ять» (1973, у співавт.)
- «Що людині треба» (1975)
- «І прийде день...» (1979) та інші.